# Javier Ruiz Pérez
Javier Ruiz Pérez (Valencia, 18 de agosto de 1973) es un periodista y presentador español. Licenciado en periodismo por la Universidad CEU Cardenal Herrera, de Moncada (Valencia), posee además un máster en Economía Internacional y Periodismo por la Universidad de Columbia de Nueva York. Actualmente presenta el programa Mañaneros 360 en La 1 y la sección Hora 25 de los Negocios para la Cadena SER. Además, conduce el espacio Moneytalks en Uppers.

## Carrera periodística
En 1995 se incorporó a los servicios informativos de la Cadena SER. Fue redactor de Hoy por hoy con Iñaki Gabilondo y corresponsal en Nueva York desde 2000. Ha sido redactor jefe de los Servicios Informativos de la emisora de Prisa, y desde marzo de 2002 hasta enero de 2008 presentó el informativo especializado en actualidad económica Hora 25 de los negocios.
En septiembre de 2006 se trasladó a la filial audiovisual de Prisa como subdirector de los Servicios Informativos de Sogecable, pasando a ocuparse de la dirección y presentación de la edición de sobremesa de Noticias Cuatro junto con Mónica Sanz.
En febrero de 2010 pasa a presentar el informativo de las 20:00 sustituyendo a Iñaki Gabilondo. Llegado diciembre de 2010 y tras aprobarse la compra de Cuatro por parte de Telecinco, Javier Ruiz es apartado de la cadena.
Reaparece en febrero de 2011 como comentarista económico en el espacio de las mañanas de la Cadena COPE Así son las mañanas de Ernesto Sáenz de Buruaga y en el espacio La noche en 24 horas, presentado por Ana Ibáñez en Canal 24 horas. Los fines de semana colaboró en el programa de Telecinco El gran debate hasta 2013.
Asimismo, fue periodista en Vozpópuli y colaborador en Las Mañanas de Cuatro. El 28 de julio de 2014 se convierte en el presentador veraniego de Las mañanas de Cuatro por las vacaciones de su habitual conductor Jesús Cintora.
El viernes 12 de septiembre de 2014 comienza a presentar La otra red, un programa de late night en Cuatro.
El 25 de octubre de 2014 se estrenó como copresentador en el programa Un tiempo nuevo en Telecinco, presentado también por Sandra Barneda.
El 27 de marzo de 2015 sustituye a Jesús Cintora como presentador del programa de tertulia política Las mañanas de Cuatro.
En julio de 2018 regresa a los informativos para hacerse cargo de Noticias Cuatro 2, en sustitución de Miguel Ángel Oliver y tras la cancelación de su programa Las mañanas de Cuatro. Permaneció en este espacio hasta su supresión por parte de Mediaset España.
El 29 de abril de 2019 comienza a colaborar en el programa Cuatro al día como tertuliano y analista político y económico.
El 1 de mayo de 2019 se anunció su regreso a la Cadena SER como jefe de Economía.
En octubre pasa a formar parte de Uppers, un medio digital perteneciente a Mediaset. En él se hace cargo del espacio semanal Moneytalks en el que, junto a la periodista Sonia Got, realiza directos en Instagram para tratar la actualidad económica.
El 9 de septiembre de 2021 se anunció su fichaje por Televisión Española para dirigir y presentar Las claves del siglo XXI, un programa de análisis y actualidad que se emite los viernes en La 1.
Ha sido protagonista de algunas polémicas acusado de parcialidad, por sus críticas a diferentes youtubers,así como por su sueldo y audiencia en la televisión pública. Así mismo, el periodista denunció acoso en las redes sociales por parte de Vox.

El 21 de abril de 2025 vuelve a Televisión Española para presentar Mañaneros 360, junto con Adela González, en  La 1.
El 29 de abril de 2025 se hizo viral su vídeo desmintiendo la posibilidad de un corte general de electricidad en España, calificándolo como un bulo y sugiriendo que dicho rumor respondía a intereses partidistas y políticos. Aunque concluye el vídeo afirmando: "es mentira que no tengamos capacidad, es mentira que no tengamos diversificación y es mentira que dependamos de Rusia", hasta la fecha no ha explicado cómo pudo pasar por alto la posibilidad de una desestabilización de la red ni cuál fue su motivación para omitir dicha hipótesis.